# Skojiga valpen
Skojiga valpen, även känd som Valpen min, är en svenskspråkig barnsång som handlar om en hundvalp. Gullan Bornemark har skrivit såväl text som musik.

## Publikation
- Smått å Gott, 1977

## Inspelningar
Tillsammans med Malmö snurrorkester spelade Gullan Bornemark in sången på singeln "Gubben i lådan" med Gullan Bornemark själv och hennes barn Eva och Sven. 

### Fotnoter
1. ↑  ”Svensk mediedatabas”. http://smdb.kb.se/catalog/id/001458876. Läst 16 maj 2011.